# Государственный архив Тамбовской области
Государственный архив Тамбовской области — архивное учреждение в Тамбовской области. Основное здание расположено в Тамбове по адресу: ул. Советская, 107.

## История
Создан на базе Тамбовской губернской учёной архивной комиссии в соответствии с декретом Совета народных комиссаров РСФСР 1918 «О реорганизации и централизации архивного дела». Задачами архива были сбор документов, их систематизация, описание, использование. Архивы учреждений находились в хаотическом состоянии, многие дела пострадали и были уничтожены в годы революции и Гражданской войны. Большую работу проводила комиссия губернского архива, ведущая роль в которой принадлежала П. Н. Черменскому. В годы Нэпа архивные документы стали предметом рыночной купли-продажи. Губархив стремился сохранить вотчинные архивы Бенкендорфов, Безобразовых, Вернадских, Б. П. Мансурова. Были отправлены в Москву архивы Канкриных, Сухтелена, Ламберта, поэтов Е. А. Боратынского и А. А. Дельвига.
В годы Великой Отечественной войны часть наиболее ценных фондов эвакуирована в город Курган Челябинской области. ГАТО принял на хранение часть фондов, эвакуированных из архивов Белоруссии. В 1978 введено в эксплуатацию новое здание ГАТО (улица Советская, 107), оснащённое современным оборудованием. В связи с увеличением объема фондов ГАТО получил в 1995 дополнительное хранилище на Моршанском шоссе.

## Награды
- «За активную работу по патриотическому воспитанию граждан Российской Федерации». (2013)